# Жиргалбаєв Узак
Узак Жиргалбаєв (Джергалбаев) (1912, село Шалба, тепер село Тілекмат Жеті-Огузького району Іссик-Кульської області, Киргизстан — 29 жовтня 1986, місто Фрунзе, тепер  Бішкек, Киргизстан) — киргизький радянський діяч, 1-й секретар Іссик-Кульського обкому КП(б) Киргизії, голова Таласького облвиконкому, міністр лісової промисловості Киргизької РСР, голова Державного комітету Ради міністрів Киргизької РСР з використання трудових ресурсів. Депутат Верховної ради Киргизької РСР.

## Життєпис
Народився в бідній селянській родині. Трудову діяльність розпочав у 1929 році секретарем Мундузької сільської ради Джеті-Огузького району Киргизької АРСР.
Потім був 1-м секретарем районного комітету комсомолу, 1-м секретарем Тянь-Шаньського окружного комітету комсомолу.
У 1930—1932 роках — слухач робітничого факультету при Середньоазіатському державному університеті.
Член ВКП(б) з 1932 року.
У 1932—1934 роках — інспектор з охорони праці Джеті-Огузької районної ради профспілок Киргизької АРСР; голова колгоспу «Мундуз» Джеті-Огузького району Киргизької АРСР.
У 1934—1937 роках — заступник голови комітету охорони праці Наринської районної ради профспілок Киргизької АРСР; секретар комітету КП(б) Киргизії заводу № 53 Наринського району Киргизької РСР.
У 1937—1939 роках — секретар Ак-Талінського районного комітету КП(б) Киргизії.
У 1939—1942 роках — 1-й секретар Ак-Талінського районного комітету КП(б) Киргизії Тянь-Шаньської області.
У 1942—1943 роках — 1-й секретар Пржевальського міського комітету КП(б) Киргизії.
У 1943 році — секретар Іссик-Кульського обласного комітету КП(б) Киргизії з тваринництва.
У 1943—1944 роках — 2-й секретар Іссик-Кульського обласного комітету КП(б) Киргизії.
У 1944—1945 роках — 1-й секретар Іссик-Кульського обласного комітету КП(б) Киргизії.
У 1945—1946 роках — слухач Вищої школи партійних організаторів при ЦК ВКП(б) у Москві.
У 1946—1948 роках — голова виконавчого комітету Таласької обласної ради депутатів трудящих Киргизької РСР.
У 1948—1950 роках — міністр лісової промисловості Киргизької РСР.
У 1950 — 1 квітня 1955 року — секретар Президії Верховної ради Киргизької РСР.
У 1956—1958 роках — заступник голови виконавчого комітету Фрунзенської обласної ради депутатів трудящих Киргизької РСР.
У 1958—1959 роках — 1-й секретар Сокулуцького районного комітету КП(б) Киргизії Фрунзенської області.
У 1959—1965 роках — заступник міністра місцевої промисловості Киргизької РСР.
У 1965—1967 роках — начальник Головного управління побутового обслуговування населення при Раді міністрів Киргизької РСР; 1-й заступник міністра побутового обслуговування населення Киргизької РСР.
У 1967—1977 роках — голова Державного комітету Ради міністрів Киргизької РСР з використання трудових ресурсів.
З 1977 року — персональний пенсіонер союзного значення у місті Фрунзе.
Помер 29 жовтня 1986 року після тривалої хвороби в місті Фрунзе (тепер Бішкек).

## Нагороди та звання
- чотири ордени «Знак Пошани»
- медалі
- Почесні грамоти Верховної ради Киргизької РСР